# Flight World War II – Zurück im Zweiten Weltkrieg
Flight World War II – Zurück im Zweiten Weltkrieg (Originaltitel Flight World War II) ist ein US-amerikanischer Science-Fiction-Actionfilm aus dem Jahr 2015 von Emile Edwin Smith.

## Handlung
Während eines Transatlantikfluges von Dallas nach Paris gerät das Passagierflugzeug, eine Boeing 757, auf Flug 42 in eine Schlechtwetterzone. Als sie die Sturmfront durchfliegen, muss Pilot Capt. William Strong zum Entsetzen aller feststellen, dass er den Kontakt zu den Lotsen verloren hat und weder Satellitensignale, noch Internet oder Handyempfang möglich sind. Zu seinem Schrecken werden ihm auf seinem Radar Kampfflugzeuge angezeigt. Er erkennt, dass sie sich in Frankreich zu Zeiten des Zweiten Weltkrieges befinden. Strong versucht Kontakt zu Bodentruppen herzustellen und erreicht schließlich den britischen Armeefunker Nigel Sheffield, der ihm bestätigt, dass sie sich im Jahr 1940 befinden. Als Strong dies den etwa 200 Passagieren mitteilt, gehen die Meinungen, wie man mit dieser Situation umgeht, auseinander.
Doch schon bald befinden sie sich in einem Luftkampf zwischen der Royal Air Force und der deutschen Wehrmacht. Beide Kriegsparteien identifizieren das Flugzeug allerdings als modernes Kampfflugzeug des jeweiligen Gegners und es wird daher von beiden Seiten gejagt. Wider der Aussagen einiger Hobby-Geschichtwissenschaftler kämpft die Wehrmacht bereits mit Kampfflugzeugen des Typs Messerschmitt Me 262, die erst einige Jahre später eingesetzt wurden. Wie sich herausstellt, haben die Briten kein Radar und sind hoffnungslos unterlegen. Da die Briten verhindern wollen, dass die Technik des Flugzeugs den Nazis in die Hände fällt, attackieren sie trotz Protesten Sheffields das Passagierflugzeug.
Einige Passagiere beschließen derweil, die Kontrolle über das Flugzeug zu übernehmen, es zu landen und wissend um die Kriegsgeschehnisse Adolf Hitler auszuschalten und den Holocaust zu beenden. Um das zu erreichen, wollen sie die Radartechnik den Briten übergeben, damit diese sich den Deutschen erfolgreich in der Schlacht stellen können und die Geschichte wieder der gekannten Geschichte entspricht.

## Hintergrund

### Produktion
Die Dreharbeiten fanden unter anderen in den Remmet Studios in Canoga Park, Los Angeles und im Chumash Indian Museum Commemorative Air Force statt. Der Arbeitstitel lautete Flight 1942.

### Veröffentlichung
Der Film erschien am 2. Juni 2015 in den USA und zeitgleich unter anderen in Australien und Singapur im Videoverleih. In Deutschland erschien der Film am 4. September 2015 im Videoverleih.

## Rezeption
„Ein fröhlich-trashiges Actionspektakel, das das wahnwitzige Zeitreise-Szenario mit respektablem Spaßfaktor entwickelt.“

Doc Acula für Badmovies befindet, dass der Film zu „Oberklasse der Asylum-Filmographie“ gehört. Dies begründet er, dass es sehr viel Action gibt, die Handlung spannend inszeniert wird und die Schauspieler ihre Rollen „durchaus vernünftig“ spielen. Die CGI-Effekte werden bemängelt, sind dem Budget entsprechend aber akzeptabel. Final vergibt er drei von fünf möglichen Punkten.
Im Audience Score, der Zuschauerwertung auf Rotten Tomatoes, erhielt der Film bei mehr als 50 Stimmenabgaben eine Bewertung von 30 %. In der Internet Movie Database hat der Film bei über 2.100 Stimmenabgaben eine Wertung von 4,4 von 10,0 möglichen Sternen (Stand: 22. September 2023).